# Divisió sexual del treball

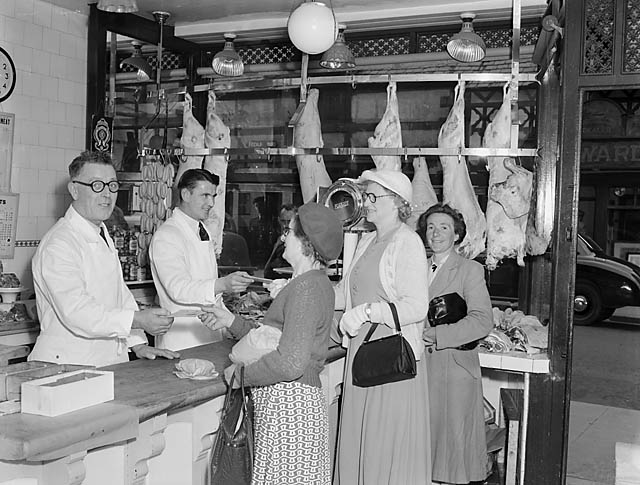
Homes treballant com a venedors i dones treballant com a mestresses de casa, comprant menjar per cuinar a les seves famílies

La divisió sexual del treball o, de manera més general, la divisió de funcions per sexe o els seus rols de gènere, masculí i femení, és la repartició del treball remunerat i no remunerat entre homes i dones, respectivament, tant en la vida privada (treball dit reproductiu o dit de cura: tasques a la llar, cura de persones dependents) com en la pública (treball dit productiu de diners), en funció de les expectatives i rols de gènere tradicionalment assignats a cada sexe.
Històricament, el repartiment de tasques segons el sexe prové de la burgesia del segle xix. Aquest repartiment de les tasques provoca aprenentatges diferents per a homes i dones, que en una societat capitalista no es valoren de manera igual, sinó que el masculí és superior al femení. És a dir, que la dona i l'home hi són iguals davant la llei, però no ho són realment. És una de les formes més visibles de desigualtat per raons de gènere i la forma per excel·lència de domini de l'home sobre la dona (sistema patriarcal).
Una variant de la divisió pura és una evolució en la qual les dones accedeixen al món laboral remunerat, però sense cap canvi de valors ni actituds en la seva societat. Això té com a conseqüència que la seva feina remunerada sigui vista com "un complement" o una activitat extra, cosa que afavoreix la discriminació retributiva envers les dones. A més, segons el seu rol de sexe, s'assumeix la doble presència de la dona, és a dir, que s'ocupi de les tasques reproductives mentre realitza la seva feina remunerada (per exemple, trucar des de l'oficina per veure si la canalla ha tornat de l'escola), i especialment la doble jornada laboral, que és la suma de la jornada laboral remunerada més una jornada posterior no retribuïda i dedicada principalment a les tasques de la llar i a la cura de les persones dependents. La conciliació de la vida laboral, familiar i personal d'una persona mira de fer compatibles l'espai personal amb el familiar, el laboral i el social, i de poder desenvolupar-se en els diferents àmbits.

## Dia de la dona treballadora
El dia de la dona treballadora reivindica el dret a la independència econòmica i, per tant, social, de la dona i que pugui gaudir del mateix poder econòmic que els homes, amb les mateixes oportunitats i condicions laborals i els mateixos preus als serveis i productes que compra, sense impostos ocults. Per exemple, un estudi recent realitzat pel govern a França conclou que allà les dones guanyen un 27% (a Catalunya n'era un 28%, el 2007) menys que els homes, que elles ocupen el 82% de llocs de treball a temps parcial (i la meitat d'aquestes feines remunerades són de menys de 850 € al més, en un país on el salari mínim interprofessional és de 1.467 €), que la seva jubilació és un 42% inferior a la d'ells i que, en efecte, les dones paguen del 20% al 80% (perruqueries, per exemple) més que els homes en productes i serveis adreçats al sector femení.
Segons l'Organització de les Nacions Unides, l'any 2000, "les dones són la meitat de la població mundial, treballen dues terceres parts del seu temps i reben una dècima part del salari mundial".

## Divisió sexual i estat del benestar

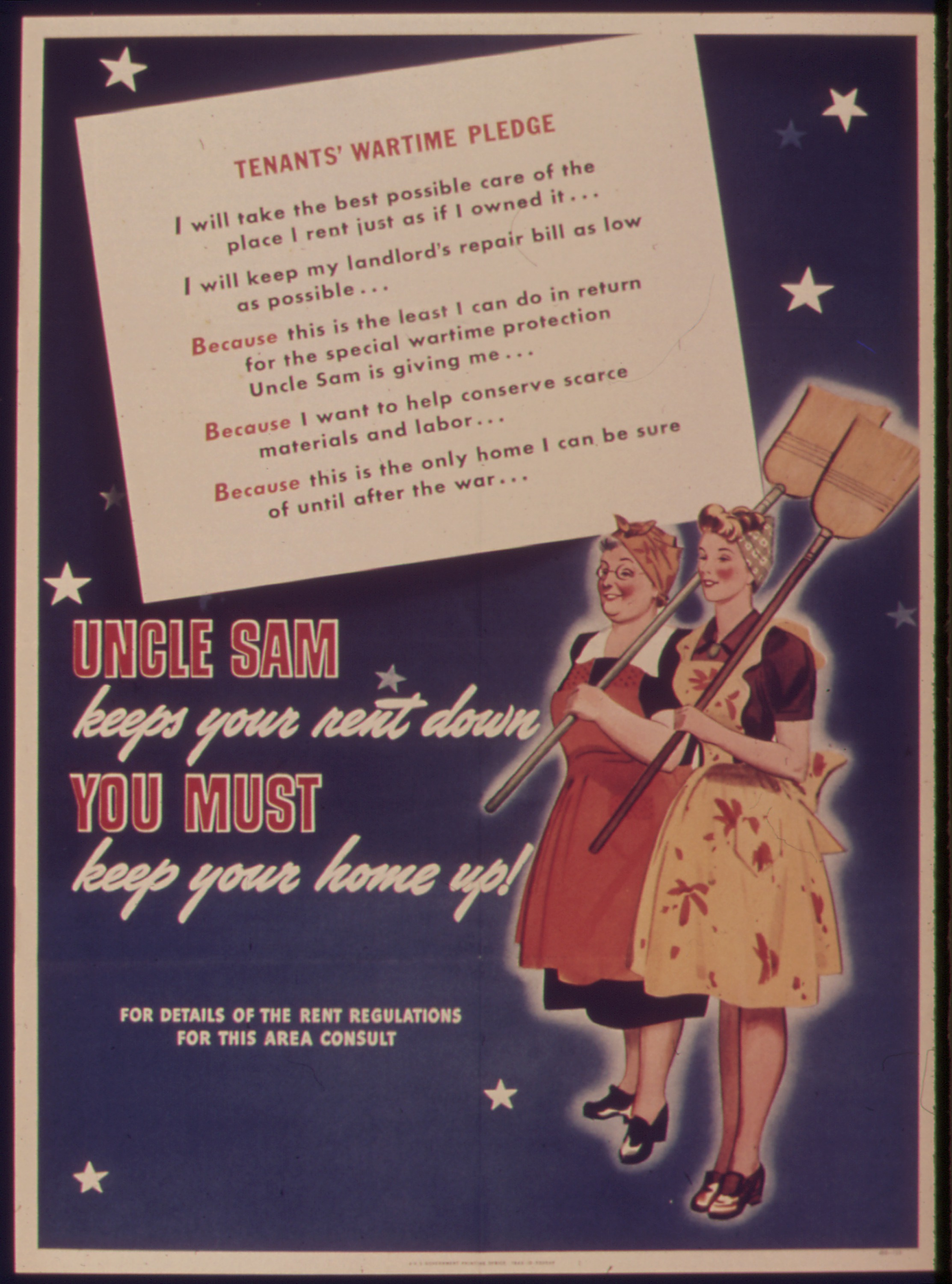
Cartell estatunidenc de la Segona Guerra mundial en què s'insta les dones a tenir cura de les cases llogades a preu més baix, gràcies a les ajudes de l'estat

L'estat del benestar actual és el que es va definir després de la Segona Guerra Mundial basant-se en la divisió sexual del treball, en una societat en la qual es garantia l'ocupació plena per a l'home mentre que la dona treballava gratuïtament o, si alguna s'incorporava temporalment al mercat laboral ho feia a temps parcial, sovint contractada pel mateix estat i mal remunerada. En cap cas, es considerava el dret directe a les prestacions socials, amb l'excepció de les assistencials, per les dones, que havien d'estar casades i hi accedien mitjançant el seu marit. La segona onada del feminisme va lluitar contra la divisió sexual del treball perquè les dones poguessin gaudir dels mateixos drets socials que els homes, en una societat capitalista a la qual s'accedeix per mitjà del treball remunerat.
Als països del sud d'Europa, la presència de dictadures a la segona meitat del segle XX va provocar un desenvolupament mancat d'estructures de benestar, fet que donà com a resultat uns sistemes socials basats en les estructures familiars. Encara avui, al segle xxi, es basa en aquests països en la solidaritat econòmica familiar (jubilats que mantenen econòmicament fills adults en atur, per exemple) i el treball no remunerat de les dones (típicament, la cura de persones dependents: infants, malalts, gent gran, etc). Catalunya, Espanya, Grècia i Portugal tenen la despesa pública social per habitant més baixa de la Unió Europea dels quinze.

## Divisió del treball
Actualment, en 2021, es pateix un gran problema en la societat, la divisió sexual del treball: l'assignació de tasques i responsabilitats en funció del sexe biològic. A la societat occidental, la majoria de persones té l'oportunitat de treballar i estudiar el que vulgui independentment del seu sexe, però desgraciadament, encara que un home i una dona treballin del mateix treball, en molts casos, és l'home qui cobra més.
En aquest cas, aquest apartat tractarà sobre la divisió sexual del treball en els primers Homo sapiens, fa 150.000 anys.
Des de quan va començar la divisió de treball pel sexe? No hi ha una resposta exacta, però es creu que des de l'espècie Homo heidelbergensis. Fa 300.000 anys aproximadament, que hi ha tant divisió de treball, com de social pel sexe. Això té a veure amb el dimorfisme sexual, és a dir, les diferències anatòmiques entre homes i dones, però que amb aquesta espècie (Homo heidelbergensis), es va reduir, és a dir, que ja no hi havia tanta diferència anatòmica com abans.
Gràcies als estudis que s'han fet en societats de caçadors recol·lectors s'ha pogut fer algunes descobertes, com que l'àmbit mèdic estava reservat només per als homes, mentre que de la pedagogia infantil com també de la cura dels nadons, se n'encarregaven les dones.
Serien aquests uns dels aspectes que fan arribar a la conclusió que la divisió sexual del treball, va néixer aproximadament amb el naixement dels homínids.

## Divisió actual
Encara avui, homes i dones tendeixen a concentrar-se en estudis i feines diferenciats per tasques, àmbits i sectors, que en bona part són una perllongació de les activitats que social i tradicionalment han estat assignades a uns i altres. Així, les dones abunden en llocs de treball que es caracteritzen per una remuneració i un valor, a la societat actual (encara patriarcal i més capitalista), inferiors als que solen fer els homes. A la Unió Europea més de dos terços d'estudiants de ciències de l'educació, humanitats, lletres, salut i assistència social són dones, mentre que hi ha entre un 70% i un 80% més d'homes que de dones a l'enginyeria, la indústria i la construcció.
Encara és més evident la divisió vertical, és a dir, per responsabilitat jeràrquica, encara que sigui en el mateix àmbit o sector. A la Unió Europea en general els homes s'hi troben amb molt major percentatge en llocs de responsabilitat, representant el 88% dels càrrecs dels consells d'administració de les grans empreses europees malgrat que hi ha més dones que homes amb estudis universitaris finalitzats. En 2007, una de cada quatre empreses a Catalunya ha estat creada per dones. Tot i sent fundadores del 26% d'empreses, només un 18% de la direcció d'empreses en total (creades per dones més les creades per homes), quan són de més de deu persones, i un 28%, quan són de menys de deu persones, correspon a una dona. En càrrecs d'alta direcció de grans empreses els homes ocupen un 92% dels llocs de treball, que també ocupen un 97% de llocs de treball com a consellers d'empreses IBEX 35 i un 98% en presidències de Cambres de Comerç i llocs similars.